# Venning
De Venning is een wijk in de Belgische stad Kortrijk. De buurt bevindt zich ten noordoosten van de historische binnenstad en bevindt zich tussen het Kanaal Kortrijk-Bossuit, de grote ring rond Kortrijk, de spoorlijnen richting Gent, Antwerpen en Brussel en de Gentsesteenweg. De wijk bestaat vooral uit sociale woningen en is opgebouwd vanuit de tuinwijkgedachte. De buurt is een van de belangrijkste 20e-eeuwse stadsuitbreidingen van Kortrijk.

## Geschiedenis
Het gebied van de Venningwijk werd pas vrij laat (vanaf het midden van de 20e eeuw) ontwikkeld als woonzone daar het zich vroeger in het zicht bevond van de verdedigingsmuren en torens van de stadsvestingen van Kortrijk. Mede hierdoor is deze zone lange tijd een belangrijk landbouwgebied geweest. Hier bevonden zich drie landbouwbedrijven. De omwalde ‘hoeve zonder naam’ situeerde zich achter de herberg Den Blaasbalg bij de huidige Schilderstraat. Deze hoeve behoorde in 1770 toe aan burggraaf de Cantileux. Het tweede landbouwbedrijf, het ‘Goed Gehuchte’, bezat in 1757 een rechthoekige structuur en was volledig omwald. Deze hoeve werd door de aanleg van de spoorweg Kortrijk-Gent gescheiden van de Venning. Een derde bedrijf was de L-vormige hoeve ‘De Venne’, gelegen aan het Vennestraatje in de toen genoemde Groeningekouter. De gebouwen van deze hoeve, die in een zeer slechte staat verkeerden, werden in augustus 2000 afgebroken.

## Groengebied en vlindertuin

### Waardevol groengebied
Geologisch is de Venning een vrij unieke restant van een Pleistocene landduin gevormd in het Quartair tijdperk. Het gebied bevindt zich vlak bij de Leievallei en vermoedelijk wordt het water in de lagere grondlagen, opgehouden door alluviale kleilagen die afgezet werden door overstromingen van de Leie. Op deze wijze ontstaat een waterrijk gebied, een zogenaamde ven. De zandige ondergrond en de hoge watertafel in het gebied zijn bijkomende troeven voor natuurontwikkeling.

### Vlindertuin
Op de Venningwijk is de vereniging Natuurpunt Kortrijk actief en bevindt zich eveneens de Kortrijkse Vlindertuin, die in april 2003 werd aangeleg aan de Vennestraat. De afwerking van de vlindertuin is het orgelpunt van een ruimer natuurontwikkelingsproject gefinancierd door de Koning Boudewijnstichting en het Aardgasnatuurfonds. Het OCMW, de Stad Kortrijk, vzw De Poort, Wijkcomité Vaart en Natuurpunt Kortrijk zijn hierbij allen partners in het project. In deze vlindertuin werd eveneens een natuureducatief luik uitgewerkt door middel van informatieve panelen, een infohuisje en naamplaatjes bij de waardplanten. Bij Natuurpunt Kortrijk kunnen natuureducatieve wandelingen aangevraagd worden.

## Heropwaardering
In de komende jaren zal de sociale huisvestingsmaatschappij Goedkope Woning in samenwerking met de stad Kortrijk de volledige wijk heraanleggen waarbij alle woningen grondig worden gerenoveerd en er tevens nieuwe woningen zullen gebouwd worden. Dit moet resulteren in een groene en duurzame woonwijk met veel aandacht voor hernieuwbare energie.

## Trivia
- De wijk is met de binnenstad verbonden via de stadsbuslijnen 51/52, 9 en de streeklijnen 71, 74 en 75.
- In de Damastweverstraat bevindt zich een permanente buurtwerking.

Belgische gemeenten · Arrondissement Kortrijk · West-Vlaanderen · Vlaanderen